# Meilichius geminatus
Meilichius geminatus es una especie de coleóptero de la familia Endomychidae.

## Distribución geográfica
Habita en las Filipinas.